# Toader-Andrei Gontaru
Toader-Andrei Gontaru (ur. 7 lutego 1993 r. w Fălticeni) – rumuński wioślarz.

## Osiągnięcia
- Mistrzostwa Świata Juniorów – Račice 2010 – czwórka bez sternika – 1. miejsce[1].
- Mistrzostwa Europy – Montemor-o-Velho 2010 – czwórka bez sternika – 10. miejsce[1].